# Церковь Сиунтио
Церковь Сиунтио — средневековое церковное здание в деревне Сиунтио общины в Сиунтио в провинции Уусимаа. Серо-каменная церковь посвящена св. Петру. Предположительно церковь была построена между 1460 и 1489 годами. Там же, вероятно, до постройки каменной церкви, стояла деревянная церковь начала XV века.

## Здание
Церковь имеет трехнефный корпус. Помещение корпуса разделено на корабли тремя парами колонн, поддерживающих звездные своды нефа и поперечные своды Андреани боковых кораблей.

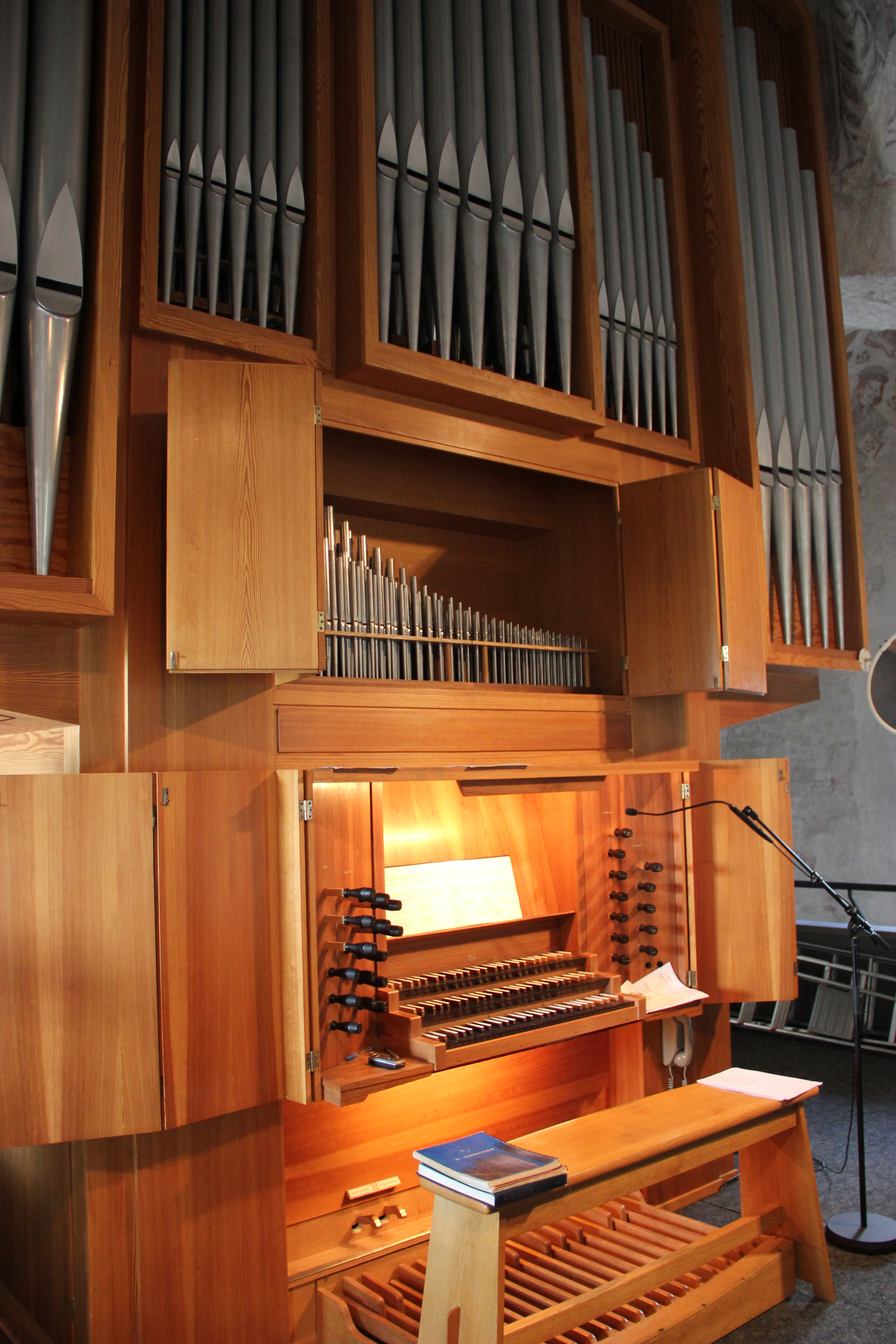
Органная фабрика Пауля Отта, Геттинген, Германия, 1971 год.
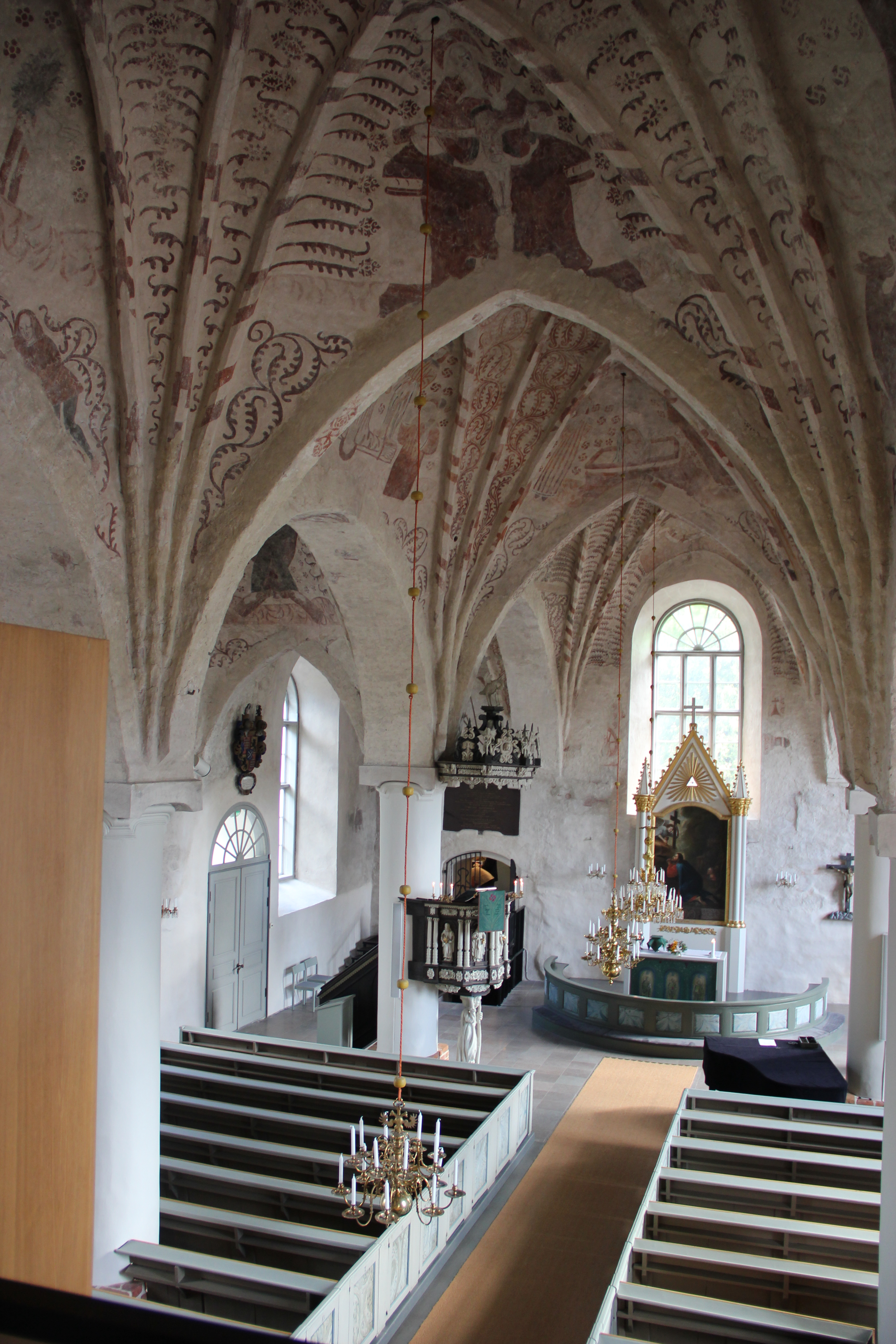
Церковный зал.
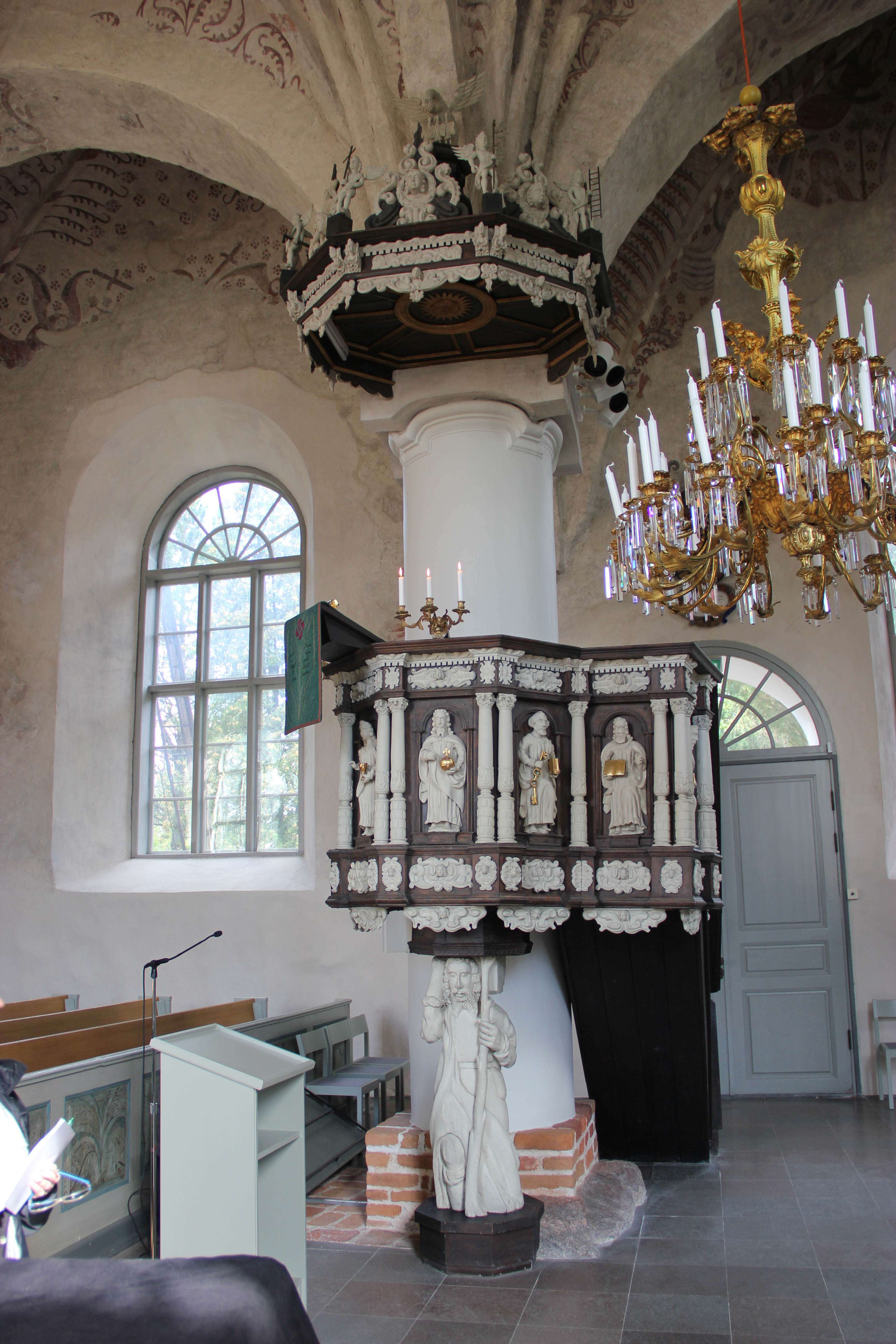
Кафедра.